# La bambola vivente
La bambola vivente è un film del 1924 diretto da Luigi Maggi. È un mediometraggio che precorre il cinema di fantascienza in Italia.
La pellicola, ritenuta perduta per decenni, è stata restaurata dalla Cineteca Nazionale.

## Trama
(FantaFilm)

## Produzione
Il film è ambientato a Roma, tra Castel Sant'Angelo e Trinità dei Monti.

## Accoglienza

### Critica
(FantaFilm)